# أرفية الكشمش
أُرْفِيَّةُ الكِشْمِش عثة من فصيلة الأرفية ، موطنها منطقة قطبية شمالية قديمة وأمريكا الشمالية . يتشابه لون اليسروع مع البالغ، ويمكن العثور عليها تتغذى على أوراق الشجيرات مثل عنب الثعلب والكشمش الأسود. وصِفَ نوعها لأول مرة بواسطة Carl Linnaeus في طبعته العاشرة لعام 1758 من Systema Naturae .

## وصف
هي حشرة حنطية الثوب، مزركشة الرواشن المرقوشة. الأنثى عديمة الجناح. اليرقة بنية اللون يعلو ضهرها وبطنها خطوط سوداء مستطيلة. رأسها احمر مدبُّها أسمرٌ.

## معرض الصور

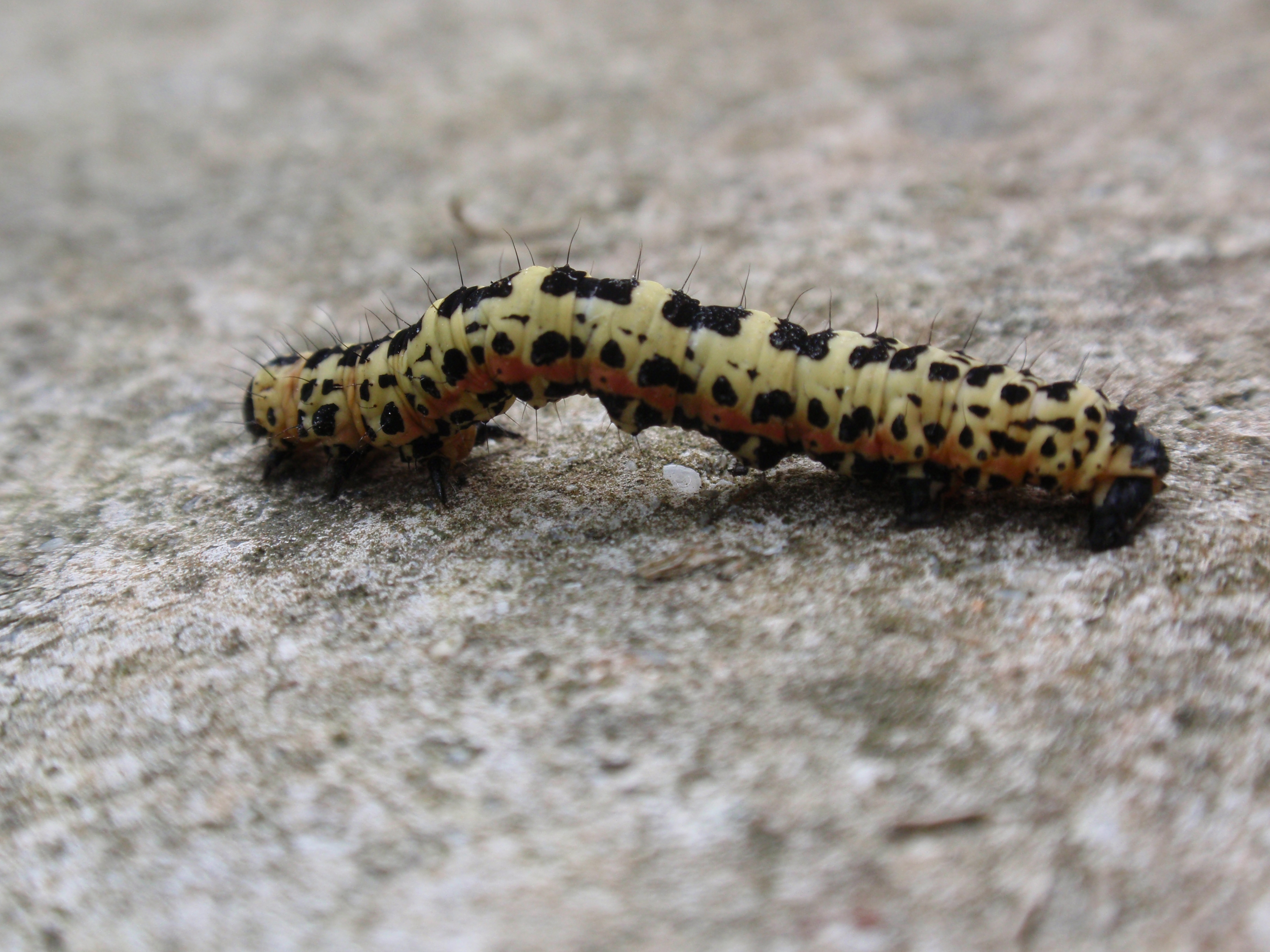
يرقة
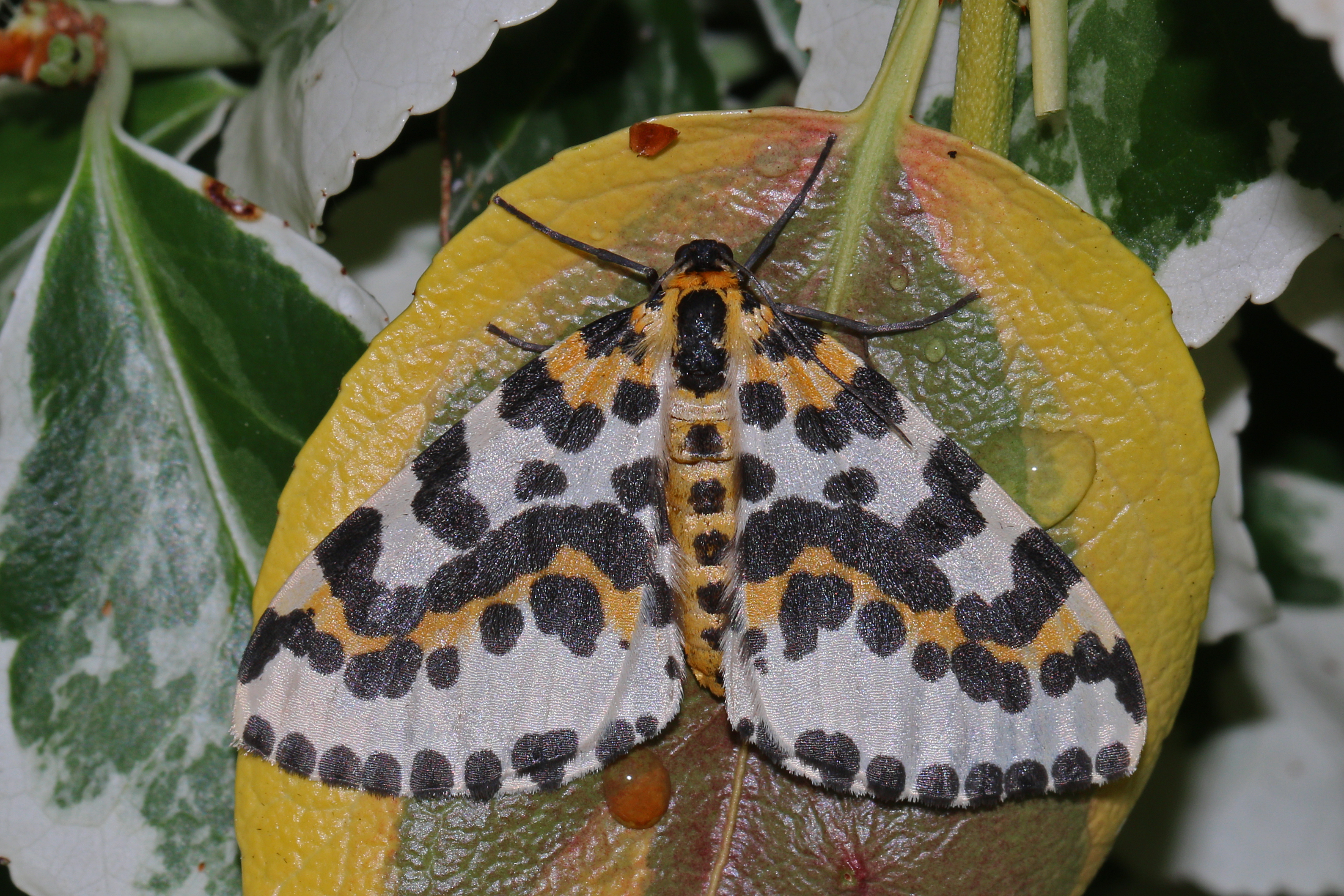
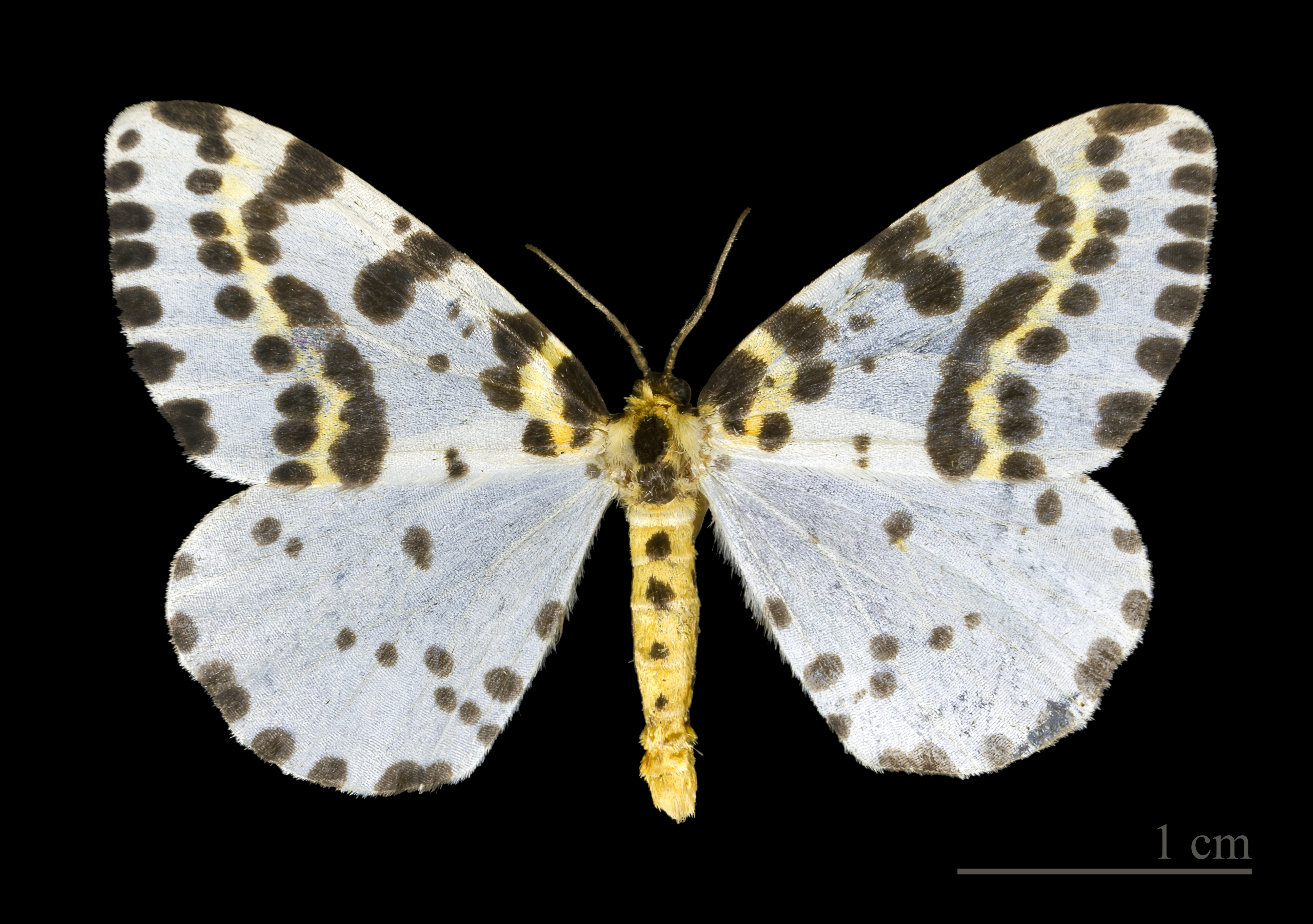